# Suimono

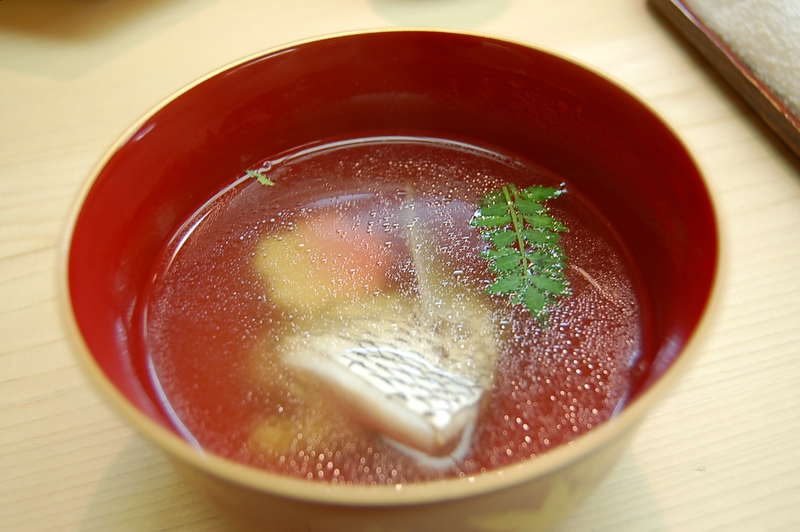
Suimono

Suimono (japanisch 吸[い]物 ‚Schlürfsache‘) ist eine klare Suppe der japanischen Küche und eine von zwei Grundsuppentypen der japanischen Küche – die andere ist trübe Miso-Suppe.
Suimono besteht aus suiji (吸[い]地), auch suidashi (吸いだし/吸出し), suishiru (吸[い]汁) oder wantsuyu (椀づゆ) genannt, dem Suppenfond und drei unterschiedlichen Arten an Einlagen.
- Für den Suppenfond wird frisch zubereitetes Dashi (ichiban dashi) bevorzugt verwendet[2], abgeschmeckt mit Sojasauce (shōyu) und Salz.[1]

- Wandane (椀種 ‚Kern der Schüssel‘) ist die Hauptzutat, die den Suppengeschmack festlegt. Dies können beispielsweise Meeresfrüchte,[2] Fisch mit weißem Fleisch, Geflügel oder auch die vegetarischen Varianten Tofu und Yuba sein.[3]
- Saisonales Gemüse oder Seetang sorgt als Suppengarnitur wantsuma (椀づま/椀妻 ‚Unterstützer [eigentlich Ehefrau] des Wan[dane]‘) bzw. tsuma (づま/妻) für die farbliche Note.[4][5]
- Suikuchi (吸[い]口) ist eine weitere Garnitur, die neben ihrer Verwendung als Gewürz vor allem den Geruch des Gerichts bestimmen soll. Hierfür kommen beispielsweise Streifen der Yuzu-Zitrusfruchtschale, Ingwer, Wasabi oder Baumknospen zum Einsatz.[6]

Serviert wird die Suppe bevorzugt in einer abgedeckten Schüssel, so dass sich beim Öffnen des Deckels das Aroma entfaltet.
In einem Kaiseki-Menü dient Suimono als Vorsuppe.